# Sparkasse Eferding-Peuerbach-Waizenkirchen
Die Sparkasse Eferding-Peuerbach-Waizenkirchen ist ein oberösterreichisches Bankunternehmen mit Sitz in Eferding und Teil der Sparkassengruppe in Österreich. Sie entstand als Vereinssparkasse. Die Sparkasse ist Mitglied des Kooperations- und Haftungsverbundes der österreichischen Sparkassen und des Österreichischen Sparkassenverbands.

## Unternehmensgeschichte

### Sparkasse Eferding
Die Sparkasse Eferding wurde 1864 als Gemeindesparkasse gegründet. Der erste Geschäftsbetrieb fand im Alten Rathaus am Stadtplatz 28 statt. 1871 übersiedelte die Sparkasse in das Haus am Stadtplatz 99. Die Eröffnung des Sparkassengebäudes am Stadtplatz 1 erfolgte 1908.

### Sparkasse Peuerbach
Mitte März 1875 stellten einige Bürger Peuerbachs den Antrag zur Gründung einer Vereinssparkasse mit der Begründung, dass die Gemeinde selbst dazu finanziell nicht in der Lage sei und dass die bereits gegründeten Sparkassen in Schärding und Grieskirchen zu weit entfernt lägen. Elf Bürger der Gemeinde konnten einen Regiefonds (770 fl) und einen Garantiefonds (10.700 fl) erbringen. Genau ein Jahr nach dem Gesuch auf Gründung wurden die Statuten, die nach dem Vorbild Grieskirchens ausgearbeitet worden waren, und die Errichtung behördlich genehmigt. Schon mit Mai 1876 konnte die Sparkasse ihre Arbeit aufnehmen.
Die Erste Kanzlei war im Lehnerhaus in der Hauptstraße untergebracht, 1889 wurde der Neubau an der Hauptstraße 23 eröffnet. 1979 erfolgte die Errichtung des Neubaus an der Hauptstraße 26 und 1989 ein Zubau an der Hauptstraße 26. 2001 wurde die Sparkasse Peuerbach mit der Sparkasse Eferding-Waizenkirchen zusammengeschlossen.

### Sparkasse Waizenkirchen
1889 wurde die Vereinssparkasse Waizenkirchen gegründet. Der Geschäftsbetrieb wurde im Gasthof Wagner am Marktplatz aufgenommen. Die Sparkasse übersiedelt 1903 in das Haus Marktplatz 8. Dort blieb sie bis 1976, bis die Fertigstellung des Neubaues am Marktplatz 7 erfolgte. Vier Jahre später erfolgte die Fusion der Sparkasse Eferding mit der Sparkasse Waizenkirchen zur Gemeindesparkasse Eferding-Waizenkirchen.

### Sparkasse Engelhartszell
Die 1894 gegründete Kommunensparkasse Engelhartszell wurde 1939 durch die Sparkasse Peuerbach übernommen.

### Sparkasse Eferding-Peuerbach-Waizenkirchen
Die heutige Sparkasse Eferding-Peuerbach-Waizenkirchen entstand durch Fusionen der Sparkassen Eferding, Waizenkirchen, Engelhartszell und Peuerbach in den Jahren 1939, 1980 und 2001. Durch die Fusion der Sparkasse Peuerbach mit der Sparkasse Eferding-Waizenkirchen im Jahr 2001 erfolgte eine Neugründung der Sparkasse Eferding-Peuerbach-Waizenkirchen als Vereinssparkasse mit Sitz am Stadtplatz 1 in Eferding.